# Desinfección del agua potable
La desinfección del agua para uso humano tiene por finalidad la eliminación de los microorganismos patógenos contenidos en el agua que no han sido eliminados en las fases iniciales del tratamiento del agua.
La desinfección del agua es una operación necesaria en la planta de tratamiento de agua potable, para prevenir que esta sea dañina para nuestra salud. Muchas veces, tratándose de agua de manantiales naturales o de pozo, la desinfección es el único tratamiento que se le da al agua para obtener agua potable debido a que constituye una barrera eficaz para la destrucción de microorganismos patógenos (especialmente las bacterias).La desinfección puede hacerse por medios químicos o físicos y debe utilizarse tanto en aguas superficiales como en aguas subterráneas.

## Tecnologías para la desinfección de agua potable

### Medio biológico
El mecanismo biológico de desinfección se logra cuando luego de 2 o 3 semanas de llenado del filtro, la capa biológica ha madurado. Este proceso se basa en el papel de las bacterias benéficas transportadas por el agua, que utilizan la materia orgánica como fuente de alimentación, lo que les permite multiplicarse para consolidar la capa biológica. Las bacterias oxidan la materia orgánica para obtener la energía necesaria para su metabolismo. Los filtros para los sistemas de captación de agua lluvia que la OPS/OMS ha distribuido, incorporan una vela de carbón activado que coadyuva en la remoción de residuos producto de la degradación de la capa biológica. En la actualidad los filtros que excluyen la arena, incorporan un sistema de filtración compuesto por una vela de cerámica porosa, carbón activado y plata coloidal que tiene efecto microbicida al bloquear la enzima que los microorganismos aerobios necesitan para procesar el oxígeno requerido para su supervivencia.

### Medios químicos
Los compuestos químicos más utilizados para la desinfección del agua son:
- El cloro, uno de los elementos más comunes para la desinfección del agua se puede aplicar para la desactivación de la actividad de la gran mayoría de los microorganismos, y es relativamente barato. La cloración se realiza con cloro gas o una sustancia que libere este gas, estando en contacto con en el agua. Es muy efectivo para remover casi todos lo patógenos microbianos y apropiado para desinfección en plantas de tratamiento y para la red de distribución. El cloro gas se distribuye en forma de líquido a presión en tanques y se mezcla con el agua a través de un orificio de Venturi.

- Otra forma de clorar es a través de Hipoclorito de sodio o de calcio que están en forma líquida o sólida. Ambas son muy corrosivas y con un fuerte olor a cloro, por lo que el almacenamiento debe ser adecuado para evitar daños por corrosión. El hipoclorito de sodio reacciona en forma espontánea con el aire y no debería ser almacenado por más de un mes pues pierde su efectividad. El hipoclorito de calcio, por el contrario, es muy estable y puede ser almacenado hasta un año. La calidad de los reactivos debe cumplir ciertos estándares pues son añadidos al agua para consumo humano y por lo tanto deben estar libre de sustancias tóxicas. Otra limitante adicional del cloro es la generación de subproductos halogenados que se producen cuando el cloro reacciona con la materia orgánica contenida en el agua, proveniente aquélla de las sustancias húmicas o fúlvicas del suelo. La formación de estas sustancias halogenadas dependen del tipo y concentración de la materia orgánica presente cuando se añade el cloro, la dosis de cloro, la temperatura y pH del agua, así como el tiempo de reacción. Los productos generados pueden ser diversos pero los más importantes se conocen como trihalometanos, de comprobada toxicidad al ser humano.[2]

- El ozono es un oxidante poderoso y agente desinfectante. Su principal ventaja es que requiere de tiempos de contacto y dosis menores que el cloro, por lo que ha sustituido al cloro en plantas altamente tecnificadas. El ozono no produce subproductos halogenados, a menos que el agua contenga bromuros. Debido a la inestabilidad de la molécula de ozono, el gas debe ser generado in situ y ser utilizado de inmediato. Los voltajes elevados que se manejan en los equipos los hacen técnicamente complejos en su mantenimiento y operación y caros en su costo de operación. Por otro lado, su desventaja es que no mantiene un poder desinfectante residual en el agua, una vez terminada la aplicación.  También se puede aplicar la generación de ozono a partir de oxígeno puro, no de aire permitiendo así la  disminución de energía.  Asimismo, el ozono generado tiene una mayor densidad, tanto que puede verse duplicada la cantidad de ozono generado por unidad de volumen. Al tener el ozono una mayor concentración, se desinfectan iguales volúmenes de agua con menores volúmenes de ozono.[3]

Otros medios químicos:                                                                                                                                                                                             
- Dióxido de cloro (ClO2).
- Halógenos: Yodo.
- Metales: cobre (Cu2+), plata (Ag+).
- Permanganato (KMnO4).
- Jabones y detergentes.
- Sales de amonio.
- Peróxido de hidrógeno.

De acuerdo con los Centros para el Control y Prevención de Enfermedades (CDC) de los Estados Unidos, la desinfección con cloro del agua para consumo humano es reconocida como uno de los mayores logros en el campo de la salud pública del siglo XX. Sin embargo surge una preocupación para la salud pública: la presencia de los subproductos de la desinfección, debido a la desinfección con cloro del agua potable, debido a una posible conexión carcinogénica. Por esta razón, se ha producido un ajuste progresivo en las normas de calidad para el agua potable en lo que respecta a la concentración máxima aceptable de los trihalometanos (TTHM).También se plantea el problema de que algunos desinfectantes químicos sean tóxicos y puedan perjudicar la salud.
Por otro lado, la OMS expresa que los riesgos para la salud que ocasionan el uso de productos químicos desinfectantes en el tratamiento del agua son extremadamente pequeños en comparación con los asociados a una desinfección insuficiente, y es importante que el intento de controlar la concentración de estos subproductos no limite la eficacia de la desinfección.

### Medios físicos, electro - físicos y/o físico - químicos
Los procesos físicos más utilizados para la desinfección del agua son:
- Generación de ácido hipocloroso mediante proceso de hidrólisis (sin aditivos)
- Luz ultravioleta, el proceso de desinfección a través de la radiación ultravioleta se genera con una lámpara especial. Cuando la radiación penetra la pared celular de un organismo, el material genético es modificado y la célula es incapaz de reproducirse. La luz ultravioleta destruye virus y bacterias, sin embargo, como en el caso del ozono, es necesario del uso posterior de cloro, para prevenir el recrecimiento de bacterias. La luz ultravioleta provee un método de operación y mantenimiento sencillo, es útil con tiempos cortos de contacto y no genera residuos tóxicos o subproductos. Entre sus principales limitaciones se encuentran su incapacidad de inactivar protozoarios, y su ineficiencia para tratar aguas turbias con sólidos suspendidos, color o materia orgánica soluble. En estos casos la radiación será absorbida por estas sustancias y la desinfección se verá seriamente limitada. La efectividad de la radiación ultravioleta con vías a desinfectar agua depende de la dosis absorbida por los organismos, en función de la intensidad de la lámpara utilizada y el tiempo de exposición. Si la dosis no es suficiente, el material genético puede verse dañado pero no destruido, lo que permitirá el recrecimiento bacteriano una vez que cese el tratamiento[6]
- Fotocatálisis
- Radiación electrónica
- Rayos gamma
- Sonido
- Calor

Los desinfectantes no solo deben matar a los microorganismos sino que deben además tener un efecto residual, que significa que se mantienen como agentes activos en el agua después de la desinfección para prevenir el crecimiento de los microorganismos en las tuberías provocando la recontaminación del agua.

## Historia de la desinfección del agua
La relación existente entre la calidad del agua y la salud se conoce desde siempre. Las aguas claras se consideraban aguas limpias mientras los pantanos eran considerados zonas sucias y aguas no salubres.
La desinfección de las aguas se ha utilizado durante mucho tiempo.
Dos reglas básicas se pueden ya encontrar en la antigüedad (desde el 2000 a. C.)[cita requerida] que decía que las aguas debían ser expuestas a la luz del sol y filtrada con carbón. El agua impura se debía de hervir e introducir un trozo de cobre siete veces, antes de filtrar el agua. Existen descripciones de civilizaciones antiguas en referencia al agua hervida y el almacenamiento del agua en recipientes de plata. Para llevar a cabo la purificación del agua se utilizaban cobre, plata y técnicas de electrólisis.
La desinfección se ha utilizado durante muchos siglos. Sin embargo los mecanismos de desinfección no son conocidos hasta hace unos pocos cientos de años.
En el año 1680 Anton van Leeuwenhoek desarrolla el microscopio.
El descubrimiento de los microorganismos se consideró una curiosidad. Pasarían otros doscientos años hasta que los científicos utilizaran este invento, el microscopio, para la identificación y comparación de microorganismos y otros patógenos.
El primer filtro múltiple se desarrolló en 1685 por el físico italiano Lu Antonio Porzo. El filtro consistía en una unidad de sedimentación y filtro de arena. En 1746, el científico francés Joseph Amy recibe la primera patente por el diseño de un filtro, que es utilizado en casas por primera vez en el año 1750. Los filtros estaban hechos de algodón, fibras de esponja y carbón.
En siglos pasados el hombre ha sufrido enfermedades como el cólera. Se decía que estas enfermedades eran causadas por castigos de Dios o debido a la impureza del aire que era consecuencia de cambio en la alineación de los planetas.
En 1854 la epidemia de cólera causó gran cantidad de muertos en Londres. El doctor inglés John Snow descubrió que la epidemia del cólera era causada por el bombeo de agua contaminada. La expansión del cólera se evitó mediante el cierre de todos los sistemas de bombeo. Después de este hecho los científicos han realizado estudios e investigación de la presencia de microorganismos en el agua y modo de eliminación para el suministro de agua apta para el consumo.
En el siglo XIX se descubrieron los efectos de los desinfectantes en el agua para el tratamiento y desinfección de la misma. Desde 1900 los desinfectantes se utilizan extensamente por las compañías del agua para evitar la expansión de enfermedades y mejor la calidad del agua.